# Mogera insularis

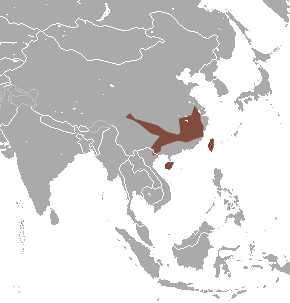
Verspreidingsgebied van de Mogera insularis

Mogera insularis is een zoogdier uit de familie van de mollen (Talpidae). De wetenschappelijke naam van de soort werd voor het eerst geldig gepubliceerd door Swinhoe in 1863.

## Voorkomen
De soort komt voor in Taiwan, China en Vietnam.